# Émile Decroix (cyclisme)
Pour les articles homonymes, voir Decroix.
Émile Decroix, né le 5 mars 1904 à Geluveld (section de Zonnebeke) et mort le 1er avril 1967 à La Panne, est un coureur cycliste belge, professionnel de 1928 à 1939.

## Palmarès
- 1928
  - 2e de Paris-Hénin Liétard
- 1929
  - Paris-Somain
  - 2e de Paris-Hénin Liétard
  - 2e de Paris-Lens
  - 2e de Paris-Douai
  - 3e de À travers les Hauts-de-France
  - 3e du Grand Prix de Fourmies
- 1930
  - 2e du Tour de Belgique
  - 3e de Paris-Limoges
- 1931
  - 3e de Paris-Roubaix
  - 3e du Circuit des monts du Roannais
- 1932
  - Paris-Dunkerque
  - 3e de Paris-Hénin Liétard
  - 3e de Paris-Vichy
  - 8e de Paris-Roubaix
- 1933
  - 3e de Paris-Lille
  - 3e de Omloop van de Westkust
  - 9e de Paris-Roubaix
  - 9e du Tour de Catalogne
    - 3e de la 4e étape : Reus - Lleida 131,2 km
- 1934
  - 3e du Circuit du Pas-de-Calais
- 1935
  - Paris-Limoges
  - 1re étape du Derby du Nord
  - 3e de Paris-Lille
- 1936
  - Tour de Belgique

## Résultats sur le Tour de France
2 participations
- 1932 : 43e à Classement Général
- 1933 : 22e à Classement Général